# Kathleen Dolan
Kathleen Dolan (11 avril 1921 – février 2003) est une présentatrice de radio irlandaise et la première femme présentatrice de RTÉ,. 

## Enfance et famille
Kathleen Dolan est née le 11 avril 1921 sur Church Street à Strabane dans le comté de Tyrone. Ses parents sont James Dolan et Kathleen Theresa Maude (née Reid). Elle a une sœur et un frère. Son frère est professeur d'école nationale mais devient secrétaire de la Irish Agricultural Wholesale Society qui fait partie du mouvement coopératif irlandais. La famille déménage à Dublin, où son père meurt en 1924 à l'âge de 35 ans. Dolan fréquente le Loreto College, St Stephen's Green, Dublin. Elle passe du temps près de Rouen, en France, pour améliorer son français, retournant en Irlande au moment où la Seconde Guerre mondiale éclate. 
Elle épouse Robin (Robert Hartpole Hamilton) McDonnell (1909-1984) dans l'église SS Alphonsus et Columba à Ballybrack en février 1950. Son beau-père est Randal McDonnell, et la famille McDonnell sont des parents éloignés du comte d'Antrim. Robin obtient le titre de comte plus tard, et est alors connu sous le nom de comte Robert McDonnell des Glens. Le couple a deux fils. Après la mort de son mari, Dolan retourne en Irlande en 1984. Elle décède en février 2003 à son domicile de Dublin et est enterrée au cimetière de Glasnevin. 

## Carrière
Dolan rejoint Radio Éireann en tant qu'annonceuse de réserve en 1944, malgré le fait qu'elle n'ait pas l'âge minimum de nomination à l'époque. En raison de sa voix parlée, elle devient annonceuse et lectrice de nouvelles. Elle est présentatrice de l'émission hebdomadaire des demandes des hôpitaux, l'émission la plus populaire de Radio Éireann, pendant six ans. Elle est une partisane active des associations caritatives médicales, aidant Frank Cahill à organiser un concert au cinéma Capitol de Dublin au profit de la Post Sanatorium League en 1949. L'argent recueilli aide à créer le Rehabilitation Institute à Dublin la même année. 
Elle démissionne de Radio Éireann en 1950 pour se marier. Elle revient pour présenter Entre nous (Between ourselves), une émission hebdomadaire de magazine féminin, à Radio Éireann en 1953. Elle repart quand elle et son mari déménagent en Angleterre en 1956. 
Dolan a écrit des histoires pour enfants dont l'une, Sean le leprechaun, est produite en 1971 sous forme de dessin animé pour la télévision en anglais et en gallois.